# System zastępowy

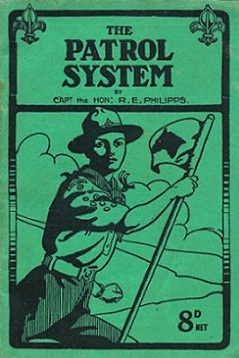
"The Patrol System" Rolanda E. Philippsa

System zastępowy – w harcerstwie, system opisany przez Rolanda E. Philippsa w książce "The Patrol System", polegający na skoncentrowaniu działalności w komórkach organizacyjnych – zastępach – mających być zgranymi zespołami 6-12 harcerzy (skautów) kierowanymi przez nieznacznie starszego lub odznaczającego się predyspozycjami zastępowego. Został on utworzony w oparciu o przeprowadzane przez Baden-Powella obserwacje bawiących się dzieci. Generał zauważył, że młodsze dzieci słuchają się swojego starszego rodzeństwa (dlatego też zastępowego nazywa się niekiedy "starszym bratem").
W harcerstwie Robert Baden-Powell wypróbował go pierwszy raz podczas obozu doświadczalnego dla chłopców na wyspie Brownsea w 1907 roku.
Zastęp nie będąc z reguły jednostką koedukacyjną skupia zazwyczaj harcerzy o podobnych zainteresowaniach lub też jest tworzony z myślą o wewnętrznej specjalizacji w ramach drużyny.
Zastępowi wchodzą w skład rady drużyny (która jest organem doradczym drużynowego) oraz Zastępu Zastępowych.
Różnica między radą drużyny a zastępem zastępowych jest taka, że pierwsza z nich jest "ciałem" doradczym i zazwyczaj składa się także z innych funkcyjnych drużyny, a drugi służy stałemu podnoszeniu poziomu pracy zastępowych oraz (nie zawsze) podzastępowych.